# Live Session EP (Émilie Simon)
Live Session EP är en live-EP av den franska artisten Émilie Simon, utgiven exklusivt genom iTunes Store den 4 september 2007.

## Låtlista
Alla låtar är skrivna av Émilie Simon där inget annat anges.
1. "Fleur de Saison" - 4:16
2. "Dame de Lotus" - 3:47
3. "Desert" - 2:58
4. "I Wanna Be Your Dog" (The Stooges-cover) - 4:42
5. "Song of the Storm" - 3:16
6. "The Frozen World" - 5:15